# Tongatapu
Tongatupu é a principal ilha de Tonga, onde está situada a capital do país, Nuku'alofa, e a residência do rei de Tonga. 
A ilha é quase um atol com uma ampla lagoa junto da costa norte. A orografia apresenta uma pendente suave desde o norte, ao nível do mar, até ao sul, mais elevado. É a maior ilha de Tonga, com um terço da superfície total do país, e é a ilha mais povoada, com dois terços da população total, sendo uma das ilhas de maior densidade populacional do Pacífico Sul. 
O nome Tongatapu (tonga, sul; tapu, tabu ou sagrado) significa "sagrado do sul", e é a origem do nome do próprio reino de Tonga. 
O primeiro europeu que chegou a Tongatapu foi o neerlandês Abel Tasman em 1643, que a baptizou como a ilha Amesterdão. Em 1802, o barco estado-unidense Portland foi o primeiro a ser capturado no Pacífico Sul. A tripulação foi massacrada, excepto Elisabeth Morey, que se converteu na primeira mulher náufraga e converteu-se na mulher do chefe local. Dois anos depois, quando estavam prestes a assaltar o navio Union, Morey avisou os marinheiros e pôde fugir com eles. Depois de uns meses em Sydney, voltou a Tonga. 
Em Tongatapu encontra-se uma das maiores concentrações de restos arqueológicos do Pacífico. Em Mu´a, a antiga capital, há pirâmides funerárias de pedra do século XVI. As tradições orais recordam as condições de escravatura com as quais se erigiram as construções monumentais. 
Um dos monumentos mais intrigantes da Polinésia é o trilito de Ha´amonga´a Maui. Construído no século XIII, consta de dois alicerces de 40 toneladas com um lintel de 9 toneladas. Especulou-se muito sobre a sua função, mas o pouco que se sabe é que está alinhado com o nascer e pôr do Sol no dia de solstício de Inverno. 

## Lugares de interesse
- Palácio real, a residência do rei de Tonga.
- Nuku'alofa, a capital do reino de Tonga.
- Mu'a, segunda cidade de Tongatapu e antiga capital.
- Langi, lugar de enterro dos antigos reis.
- Mapu a Vaea, recife de coral erodidos.
- Hufangalupe, ponte natural.
- Pangaimotu, ilha turística perto de Nuku'alofa.
- Lugar de desembarque do Capitão Cook.
- Ha´amonga´a Maui, trilito monumental.

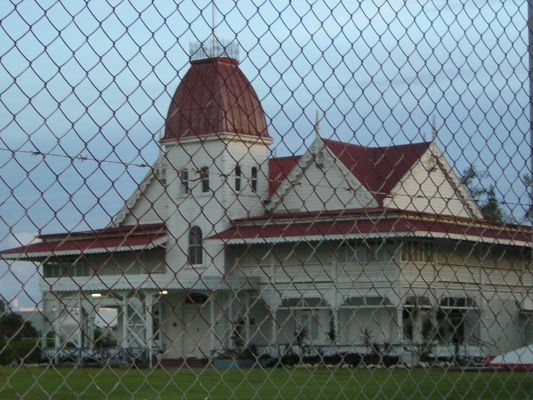
Palácio real

## Divisão de Tongatapu
A divisão administrativa de Tongatapu consta, ademais da ilha principal de Tongatapu, de diversas ilhas menores próximas habitadas. Subdivide-se em sete distritos e todas as ilhas dependem de algum distrito de Tongatapu. O grupo de Tongatapu inclui as divisões de Tongatapu e 'Eua e, administrativamente, o grupo Niuas. 
| Ilha           | População (1996) | Área (km²) | Densidade |
| -------------- | ---------------- | ---------- | --------- |
| ´Ataa          | 2                | 0,22       |           |
| ´Atataa        | 234              | 0,52       | 450,0     |
| ´Eueiki        | 56               | 1,06       | 52,8      |
| Fafaa          | 10               | 0,09       | 111,1     |
| Nukunukumotu   | 24               | 1,32       | 18,2      |
| ´Oneata        | 3                | 0,06       |           |
| ´Onevai        | 8                | 0,03       |           |
| Pangaimotu     | 29               | 0,13       | 223,1     |
| Velitoa Hahake | 10               | 0,01       |           |
| Velitoa Hihifo | 17               | 0,01       |           |
| Tongatapu      | 66.586           | 257,03     | 259,1     |
| TOTAL          | 66.979           | 260,48     | 257,1     |